# Toco, Texas
Toco là một thành phố thuộc quận Lamar, tiểu bang Texas, Hoa Kỳ. Năm 2010, dân số của xã này là 75 người.

## Dân số
- Dân số năm 2000: 89 người.
- Dân số năm 2010: 75 người.